# Pietro Bartolo

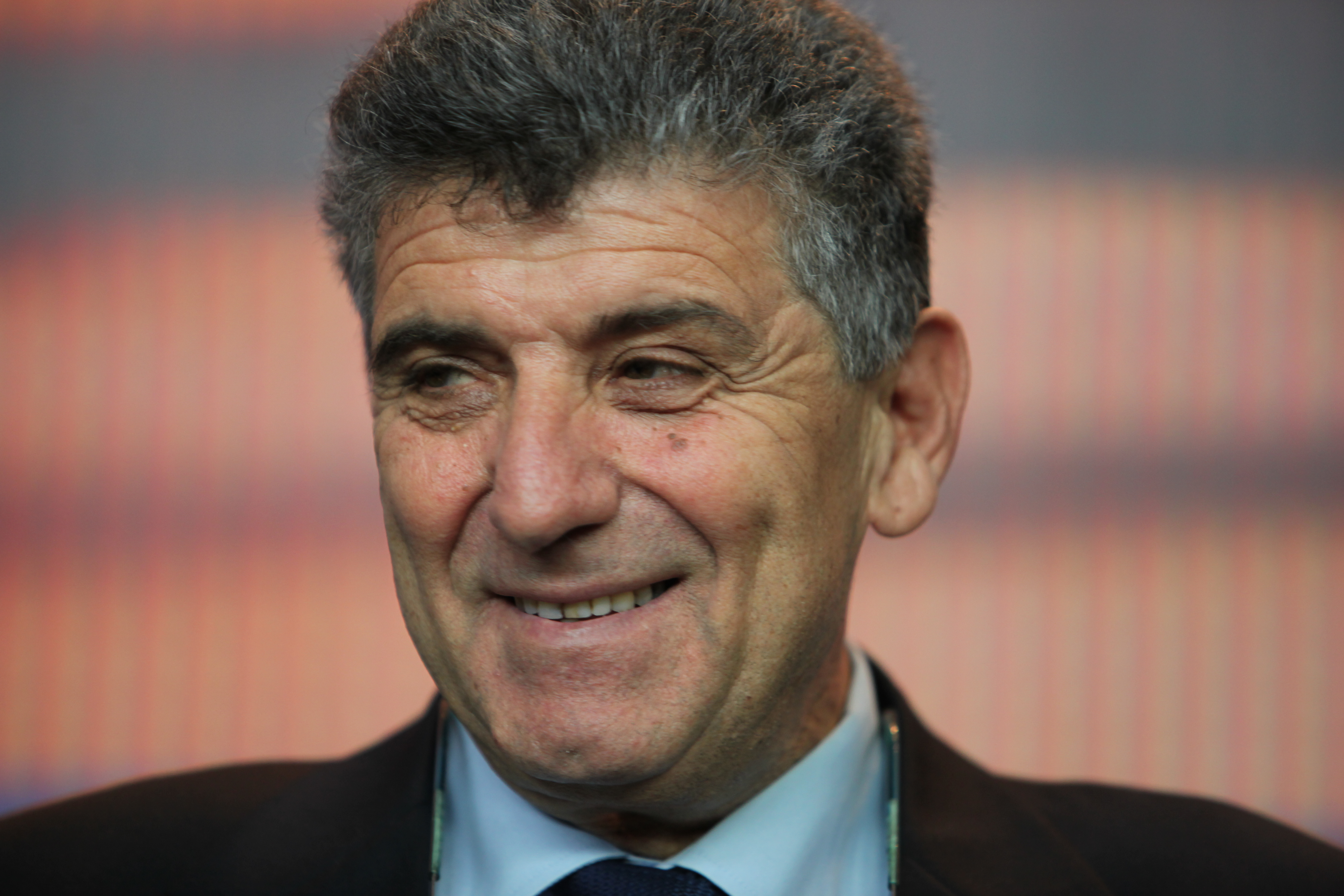
Pietro Bartolo (2016)

Pietro Bartolo (* 10. Februar 1956 in Lampedusa) ist ein italienischer Arzt. Er koordiniert die medizinischen Hilfsmaßnahmen für Flüchtlinge auf der Insel Lampedusa. Er wird im Dokumentarfilm Fuocoammare (Seefeuer) gezeigt. Seit 2019 ist er Mitglied des Europäischen Parlaments.

## Leben
Pietro Bartolo studierte Medizin an der Universität Catania. Er spezialisierte sich auf Gynäkologie.
Seit 1988 war er als Arzt auf Lampedusa tätig, zuerst für die dort stationierten Luftstreitkräfte, seit 1991 für die Bevölkerung.  1992 versorgte er erstmals Flüchtlinge, die auf der Insel angekommen waren.
1993 wurde er Hauptverantwortlicher für die regionale medizinische Versorgung.
Seit 2011 war er Hauptkoordinator für alle medizinischen Hilfsmaßnahmen für Flüchtlinge auf Lampedusa. Pietro Bartolo untersuchte und betreute etwa 250.000 Flüchtlinge auf Lampedusa.
2015 wurde seine Arbeit im Dokumentarfilm Fuocoammare dargestellt. Der Film erhielt 2016 den Goldenen Bären der Berliner Filmfestspiele. Der Regisseur Gianfranco Rosi übergab den Preis Pietro Bartolo für die Bewohner Lampedusas für deren aufopferungsvolle Unterstützung der Flüchtlinge. 2016 erschien sein Buch Lacrime di sale mit Erinnerungen über seine Tätigkeit als Arzt auf Lampedusa, das 2017 in deutscher Sprache veröffentlicht wurde.
Im Februar 2019 trat Bartolo in die christlich-soziale Kleinpartei Democrazia Solidale (DemoS) ein. Gemäß einer Absprache dieser mit der größeren Partito Democratico (PD) wurde Bartolo zur Europawahl 2019 in den beiden Wahlkreisen Mittelitalien und italienische Inseln (Sizilien und Sardinien) auf der Liste der PD aufgestellt. Er erhielt 135.000 bzw. 139.000 Vorzugsstimmen und zog in das Europäische Parlament ein, wobei er sich für den Wahlkreis Inseln entschied. Er gehört der Fraktion der Progressiven Allianz der Sozialdemokraten (S&D) an. Im März 2023 trat er aus der Democrazia Solidale aus und in die Partito Democratico ein.
Pietro Bartolo gehörte zu einer Gruppe von Politikern, die sich Ende Januar 2021 Zugang zur kroatisch-bosnischen Grenze im „Bojna-Wald“ verschaffen wollten, um sich über Pushbacks durch kroatische Grenzschützer im Zusammenhang mit dem Flüchtlingslager Lipa zu informieren. Die Gruppe wurde von der kroatischen Grenzpolizei 500 Meter vor der Grenze abgefangen und wegen Sicherheitsbedenken abgewiesen.

## Auszeichnungen
- 2011: Nuncio-Romeo-Preis der Nationalen Chirurgenvereinigung
- 2014: Kavalier des Verdienstordens der Republik Italien
- 2015: Sergio-Vieira-de-Mello-Preis der Villa-Decius-Stiftung in Kraków[3]
- 2016: Deutsch-Französischer Preis für Menschenrechte und Rechtsstaatlichkeit des französischen und deutschen Außenministeriums
- 2016: Internationaler Padre-Pino-Puglisi-Preis, Palermo
- 2016: Komtur des Verdienstordens der Republik Italien